# Marcus Flavius Vitellius Seleucus
Marcus Flavius Vitellius Seleucus war ein im 3. Jahrhundert n. Chr. lebender römischer Politiker.
Durch Militärdiplome, die unter anderem auf den 7. Januar und den 29. November 221 datiert sind, ist belegt, dass Vitellius Seleucus 221 zusammen mit Gaius Vettius Gratus Sabinianus ordentlicher Konsul war. Eventuell ist er mit dem bei Polemius Silvius erwähnten Usurpator Seleucus identisch.